# The Sims 2: University
The Sims 2: University este primul pachet  de expansiune dedicat jocului The Sims 2, dezvoltat de Maxis în colaborare cu Electronic Arts si a fost lansat pe 1 Martie,2005 Pachetul oferă jucătorului opțiunea de a-și muta și crea simși. în cadrul unui campus universitar.De asemenea,noi career rewards se adauga,printre care Resurrect-O-Nomitron,cu care jucătorul îl poate "suna",pe Grim Reaper,pentru a resuscita un sim/animal.Acesta este carrer rewardul pentru Paranormal.
Prețurile și urmările sunt:
- §8513–§10,000 — Sim Perfect. Exact ca înainte să moară și într-o stare bună
- §4128–§8512 — "Sim Problema". Simsul se întoarce exact așa cum au arătat înainte să moară, dar cu personalitatea reversată, niște skill point's pierdute, și vor avea o slujbă diferită . Cu cât suma este mai mică cu atât efecte sunt mai rele.
- §988–§4127 — Simsul este adus la viață, dar ca un zombie."Mersul morții", gândirea despre creiere, pierde majoritatea skill point's și personalitatea este schimbată.
- Mai putin de §987 — Cererea este refuzată, Grim Reaper va lua bani dar nu va da nimic în schimb.

NOTA, Copii vor fi mereu resuscitați perfect. 
Alta career reward are fi antique camera pentru Artist career, Plastic surgery pentru The Show Business career, și Cowplant in Natural Science career. Cowplant (sau Laganaphyllis Simnovorii) este o plantă bizară, ce pare să fie inspirată din filmul "Little Shop Of Horror's". Dacă nu este hrănită timp de 12 ore (sim ore, logic, ar fi 12 minute în viața reală), va scoate din gură un tort, pe care simșii îl pot apuca, dacă acțiunea nu este oprită, Cowplant va mânca sims-ul, și va putea fi "mulsă". Laptele este de fapt este un elixir pentru o viață mai lungă. Când un sim este mâncat, Grim Reaper nu va veni să "îl ia", O piatră funerală/urna ca apărea lângă Cowplant. Dacă cineva bea elixirul, fantoma simsului va fi furioasă și probabil va speria simsul.

## Young Adult
Young adult e noua life stage. Când un adolescent(in joc, Teen), este trimis la colegiu, își petrece timpul acolo ca un Young Adut. 
Un Young Adult poate face, tot ce un Adult poate. Când cineva termină colegiul, din Young Adult devine Adult. Dacă jucătorul
este într-un college lot, are opțiunea de a face studenți, aceștia vor fi Young Adult, și când vor termina colegiul, se vor face Adult.

## Zombie
Zombie este noul life stage introdus în University. De asemenea, el este valabil și în Apartment Life și în Freetime. În University, jucătorul poate să îl facă zombie cu Resurrect-O-Nomitron. În Apartment Life, jucătorul trebuie sa aibă o vrăjitoare rea, cele neutre sau bune nu pot transforma simși în zombie. În Freetime, dacă dorința duhului de a aduce pe cineva la viață dă greși, îl va întoarce ca zombie. 